# أندريه ماري كونستن ديميريل
أندريه ماري كونستن ديميريل (بالفرنسية: André Marie Constant Duméril)‏ هو عالم الحيوان وزواحف فرنسي، ولد في 1 يناير 1774 في أميان في السوم وتوفي 14 أغسطس 1860 في باريس، عن عمر يناهز 86 سنة.
أصبح طبيبا في سن 19 ، و عميد علم التشريح في كلية الطب في جامعة روان. في عام 1800، غادر إلى باريس وتعاونت في صياغة الدروس التشريح المقارن مع جورج كوفييه.